# Baseline Rock
Baseline Rock är en kulle i Antarktis. Den ligger i Östantarktis. Australien gör anspråk på området. Toppen på Baseline Rock är 12 meter över havet.
Terrängen runt Baseline Rock är kuperad söderut. Havet är nära Baseline Rock åt nordväst. Trakten är glest befolkad. Närmaste befolkade plats är Mawson Station, 6,3 kilometer öster om Baseline Rock. 